# Marit Berger Røsland

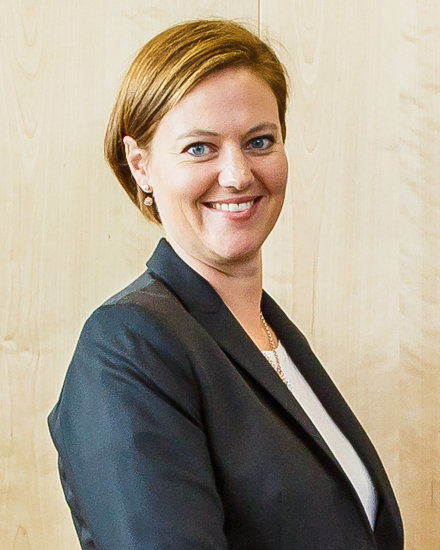
Marit Berger Røsland, 2016

Marit Berger Røsland (* 21. September 1978 in Fet, heute Lillestrøm) ist eine norwegische Politikerin der konservativen Partei Høyre. Von Oktober 2014 bis Oktober 2017 war sie Staatssekretärin, anschließend bis Januar 2018 die Ministerin für den Europäischen Wirtschaftsraum und die Europäische Union ihres Landes.

## Leben
Røsland kam in der damaligen Kommune Fet, heute Teil der Kommune Lillestrøm, zur Welt. Im Jahr 1997 machte sie das International Baccalaureate in einer weiterführenden Schule in Lillestrøm. Im Alter von 19 Jahren wurde sie 1997 Abgeordnete im Fylkesting des Fylkes Akershus. In den Jahren 1998 bis 2000 stand sie der Parteijugend Unge Høyre in Akershus vor. Anschließend fungierte sie bis 2002 als stellvertretende Vorsitzende der Unge Høyre auf Landesebene, Ine Marie Eriksen Søreide war zu dieser Zeit die Vorsitzende. Im Jahr 2000 begann sie für ein Jahr für den Osloer Bürgermeister Per Ditlev-Simonsen zu arbeiten.
Von März 2003 bis Oktober 2005 arbeitete sie unter Minister Jan Petersen als politische Referentin im Außenministerium. Røsland saß in der Legislaturperiode von 2003 bis 2007 im Stadtrat von Oslo. Im Jahr 2006 beendete sie ihr Studium der Rechtswissenschaften an der Universität Oslo. Nach ihrem Studium arbeitete sie als Juristin für eine Anwaltskanzlei, von 2009 bis 2010 war sie zudem für das Osloer Gericht Oslo tingrett tätig.
Am 17. Oktober 2014 wurde sie zur Staatssekretärin im Statsministerens kontor, der norwegischen Staatskanzlei, ernannt. Dort war sie unter Ministerpräsidentin Erna Solberg tätig. Zum 16. Dezember 2015 wechselte Røsland in das Justiz- und Bereitschaftsministerium, wo sie unter Sylvi Listhaug von der Fremskrittspartiet (FrP) als Staatssekretärin im Einsatz war. Am 23. September 2016 wurde sie bei Børge Brende im Außenministerium Staatssekretärin. Am 20. Oktober 2017 wurde sie zur Ministerin für den Europäischen Wirtschaftsraum (EWR) und die Europäische Union (EU) in der Regierung Solberg ernannt. Der Ministerposten war neben dem des Außenministers im Außenministerium angesiedelt. Sie übernahm dabei das Amt von ihrem Parteikollegen Frank Bakke-Jensen. Røsland blieb etwa drei Monate im Amt und schied am 17. Januar 2018 aus der Regierung aus. Ihr Ministerposten wurde zu diesem Zeitpunkt abgeschafft.
Nach dem Ende ihrer Amtszeit als Ministerin begann sie in der juristischen Abteilung der Gas- und Ölfördergesellschaft Equinor zu arbeiten. Im Juni 2019 wurde sie vom Vorstand des norwegischen Parlament, dem Storting, zur Vorsitzenden des norwegischen Instituts für Menschenrechte gewählt. Dies rief bei der Oppositionspartei Sosialistisk Venstreparti Kritik hervor, da sie als ehemalige Ministerin zu nahe mit der Regierung verknüpft sei. Sie könne somit keine unabhängige Leitung des Instituts sein, das unter anderem auch norwegische Behörden auf die Einhaltung der Menschenrechte hin untersuchen soll.